# Kelevíz
Kelevíz is een plaats (község) en gemeente in het Hongaarse comitaat Somogy. Kelevíz telt 350 inwoners (2001).